# Shigenori Hagimura
Shigenori Hagimura (Mie, 31 juli 1976) is een voormalig Japans voetballer.

## Clubcarrière
Hagimura speelde tussen 1997 en 2008 voor Kashiwa Reysol, Kyoto Purple Sanga, Albirex Niigata en Tokyo Verdy.